# Thyrinteina schadeana
Thyrinteina schadeana är en fjärilsart som beskrevs av William Schaus 1927. Thyrinteina schadeana ingår i släktet Thyrinteina och familjen mätare. Inga underarter finns listade i Catalogue of Life.